# 黑榆
黑榆（学名：Ulmus davidiana）是榆科榆属的植物。分布于中国大陆的河南、山西、辽宁、河北、陕西等地，生长于海拔500米的地区，常生于石灰岩山地或谷地，目前尚未由人工引种栽培。

## 别名
山毛榆（河南） 热河榆、东北黑榆（东北木本植物图志）

## 外部連結
- 表無羈萜醇 Epifriedelanol（页面存档备份，存于） 中草藥化學圖像數據庫 (香港浸會大學中醫藥學院) （中文）（英文）